# Zeda Bachwi
Zeda Bachwi – wieś w Gruzji, w regionie Guria, w gminie Ozurgeti. W 2014 roku liczyła 839 mieszkańców.